# Commelina gelatinosa
Commelina gelatinosa là một loài thực vật có hoa trong họ Commelinaceae. Loài này được Edgew. mô tả khoa học đầu tiên năm 1853.